# 川本統脩
川本 統脩（かわもと つなのぶ）は、日本の指揮者。

## 略歴
広島県呉市出身。広島県立呉三津田高等学校から桐朋学園大学（作曲理論学科音楽学専攻）へ進学。指揮科に転科し卒業。広島交響楽団を中心に指揮活動。
1985年、第1回「アルトゥーロ・トスカニーニ国際指揮者コンクール」でセミ・ファイナリストに選出され、プロの指揮者のための特別コースを修了する。以降、イタリア各地でトスカニーニ・オーケストラやエミリヤ・ロマーニャ州立オーケストラを指揮した。
1999年、「天皇陛下御即位十年をお祝いする国民祭典」で御前演奏された、YOSHIKI作曲の「アニバーサリー」を指揮。
2000年からソニー吹奏楽団音楽監督・常任指揮者に就任。
2005年、愛知万博の閉会式と「愛・地球シンフォニー ファイナルコンサート」を指揮。
2006年、4月にテレビ東京系「美の巨人たち・放送300回」コンサートを指揮、5月に北東ドイツ・フィルハーモニー管弦楽団に客演。
現在は、洗足学園音楽大学、日本大学藝術学部の講師。日本音楽財団事業運営委員。日本吹奏楽指導者協会理事。また、日本吹奏楽指導者協会主宰の講習会や「世界吹奏楽大会」にも指揮法の講師として招かれるなど、指揮法の普及に尽力している。